# محمد کیانوش راد
محمّد کیانوش راد (زادهٔ ۱۳۳۸ اهواز) سیاستمدار و مدرس دانشگاه ایرانی است، که هم‌اکنون به عنوان رئیس شورای عالی سیاستگذاری اصلاح‌طلبان خوزستان فعالیت می‌کند. وی در دوره ششم مجلس شورای اسلامی به‌عنوان نماینده اهواز از استان خوزستان در مجلس حضور داشت. وی دارای گرایش اصلاح‌طلبی است و پیش‌تر از اعضای ارشد جبهه مشارکت ایران اسلامی به شمار می‌آمد و در حال حاضر به عنوان یکی از اعضای شورای مرکزی حزب اتحاد ملت ایران اسلامی فعالیت می‌نماید.

## زندگی
محمّد کیانوش راد در سال ۱۳۳۸ در شهر اهواز، استان خوزستان زاده شد. وی پس از اتمام دروس مقدماتی و اخذ مدرک لیسانس، تحصیلات خود را تا مقطع فوق لیسانس رشته علوم سیاسی ادامه داد. کیانوش‌راد در سال ۱۳۷۹ در مرحله دوم ششمین دوره انتخابات مجلس شورای اسلامی با اتخاذ ۵۴٫۲ درصد آراء به عنوان نماینده اهواز وارد مجلس ششم شد. وی از آبان ۱۳۹۴ به عنوان رئیس شورای عالی سیاستگذاری اصلاح‌طلبان در استان خوزستان فعالیت می‌نماید.

## مجلسِ ششم
محمّد کیانوش راد در سال ۱۳۷۹ در مرحله دوم ششمین دوره انتخابات مجلس شورای اسلامی، با کسب ۹۴٫۵۸۳ رأی، از مجموع ۱۷۴٫۲۹۴ رأی مأخوذه، با اختصاص ۵۴٫۲ درصد آراء به عنوان نماینده اهواز وارد مجلس ششم شد. وی در هر ۴ سال نمایندگی از اعضای کمیسیون امنیت ملی و سیاست خارجی مجلس بود.

## بازداشت سال ۱۳۹۸
محمد کیانوش‌راد از امضاکنندگان بیانیه ۷۷ نفر در آذر ماه ۱۳۹۸ بازداشت شد‏